# Escuadra militar
En terminología militar, una escuadra se refiere a una pequeña fracción de una unidad militar, con diferente composición según el modelo militar de cada país.

## Variantes nacionales

### Argentina
En el Ejército Argentino las escuadras son llamadas equipos o, en algunos casos, pelotones.

### Colombia
Es una unidad de infantería compuesta por doce soldados, y normalmente comandados por un Cabo Tercero o un Cabo Segundo.

### España
En la infantería suele estar formada por tres o cuatro soldados mandados por un cabo. A veces corresponde al equipo que sirve un arma colectiva (ametralladora, mortero).
Dos o tres escuadras suelen formar un pelotón, normalmente mandado por un cabo 1º o un sargento.

### Honduras
En la infantería está formada por nueve soldados mandados por un Sargento Raso divididos en dos equipos, cada uno comandado por un cabo. Cuatro escuadras forman un pelotón, normalmente mandado por un Sargento Segundo, y a su vez tres pelotones forman una Compañía comandada por un sargento Primero. En el caso de la Artillería la escuadra es de siete miembros, la unidad pasa a llamarse escuadra de tiro, tres de estas forman un pelotón de tiro, y la agrupación de tres pelotones se conoce como Batería de Tiro.

### Otros países
En la mayoría de los ejércitos modernos, la escuadra o patrulla tiene una estructura muy parecida, llamándose en algunos casos equipo de fuego, del inglés Fireteam.
Según el general Sun Tzu, una escuadra estaba compuesta por un "dúo" (dos soldados) y un "trío" (tres soldados); las escuadras se agrupaban de a dos para formar un "grupo" y de a cinco para formar un "pelotón".

## Liderazgo
Una escuadra está liderada generalmente por un Cabo denominado «comandante de escuadra». Se compone de dos binomios y el Cabo, aunque no se suele dividir.

## Escuadra de maniobra

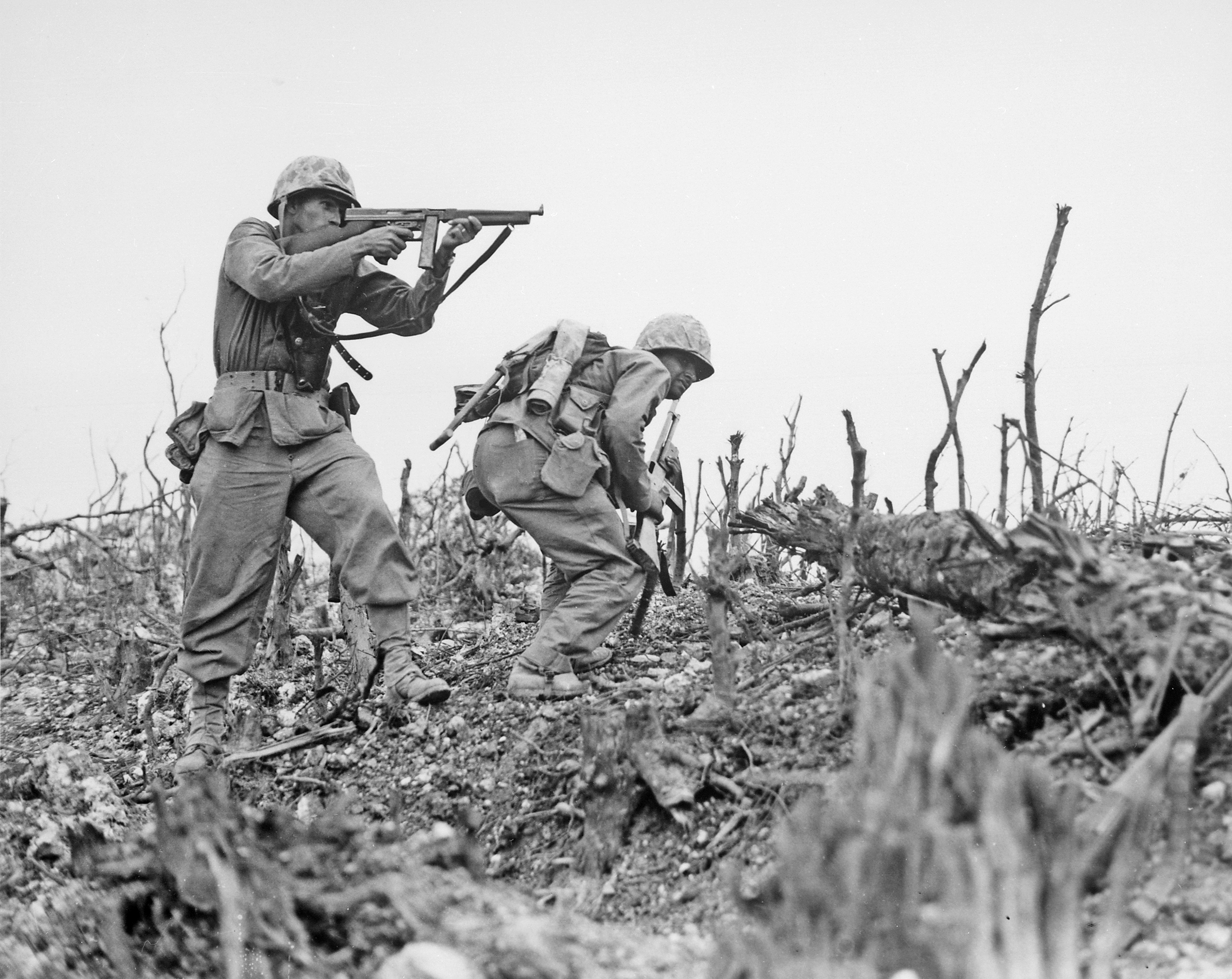
En la imagen se puede observar un ejemplo de una escuadra de maniobra, en este caso, de los USA Marines en Okinawa, en la que uno de los Marines aporta fuego de cobertura a su compañero quien se mueve de posición.

Una escuadra de maniobra (del inglés fire and maneuver team, que se traduce literalmente como equipo de fuego y maniobra) es la más pequeña unidad militar solo por encima del soldado individual. Consiste de sólo dos miembros con uno de ellos como líder de ambos (elegido por un superior o entre los mismos miembros). Dos escuadras de maniobra forman una escuadra militar, y cuatro un escuadrón.
Este concepto no es muy usado. Las Fuerzas Armadas de los Estados Unidos y la mayoría de los ejércitos Commonwealth se basan en escuadrones compuestos sencillamente por escuadras militares.

### Ejemplos

#### Finlandia
En las Fuerzas Armadas de Finlandia, un escuadrón se compone de tres escuadras de maniobra (taistelupari, literalmente "par de combate" en finés) y un líder de escuadrón quien es generalmente un sargento de bajo rango.

#### Francia
El Ejército de Tierra Francés tiene el concepto de binome, el cual se refiere a un par formado por un soldado experimentado y uno novato. El recluta aprende del veterano sobre cómo ejecutar correctamente las tareas y responsabilidades de su deber.
En las antiguas fuerzas coloniales (como la Legión Extranjera Francesa) se usaba como muestra de obediencia. El dúo era responsable de cada uno: si uno de ellos desobedecía, el otro era castigado por no prevenir su desobediencia.

#### Suecia
De acuerdo al Ejército de Suecia, una escuadra de maniobra preparada es tan efectiva como cuatro soldados del mismo nivel. Aun así, la eficacia de las escuadras de maniobra ha sido cuestionada por muchos expertos, pues éstas han demostrado ser insuficientes en situaciones de lugares cerrados donde muchas técnicas de combate se han diseñado para unidades más grandes.